# Gualberto Alonso
Gualberto Alonso, registrado como Alberto Alonso, foi um árbitro de futebol uruguaio. Apitou a Copa do Mundo FIFA de 1930.